# Schoyschen
Schoyschen (1938 bis 1945: Schoschen) ist eine Wüstung im Kreis Heiligenbeil in Ostpreußen. Die frühere Ortsstelle befindet sich heute im Rajon Gurjewsk der russischen Oblast Kaliningrad (Gebiet Königsberg (Preußen)).

## Geographische Lage
Die Ortsstelle Schoyschen bzw. Schoschen liegt im Westen der Oblast Kaliningrad, 29 Kilometer nordöstlich der früheren Kreisstadt Heiligenbeil (heute russisch Mamonowo) bzw. 27 Kilometer südwestlich der jetzigen Rajonshauptstadt Gurjewsk (deutsch Neuhausen).

## Geschichte
Erstmals erwähnt wurde das damalige Samckaym im Jahre 1495 und danach Samkeim (um 1495), Schoißen (nach 1494), Schoischen (nach 1634), Schoyschen (nach 1898) und schließlich Schoschen (1938 bis 1945) genannt. Der Ort bestand aus zwei großen Höfen.
Im Jahre 1874 wurde die Landgemeinde Schoischen in den neu errichteten Amtsbezirk Pokarben im ostpreußischen Kreis Heiligenbeil im Regierungsbezirk Königsberg eingegliedert. Schoischen hatte im Jahre 1910 55 Einwohner.
Am 30. September 1928 vergrößerte sich Schoyschen um den Gutsbezirk Kamnicken sowie um das Vorwerk Kranzberg aus dem Gutsbezirk Brandenburg (Frisches Haff) (russisch Uschakowo), die beide eingemeindet wurden. Die Einwohnerzahl der auf diese Weise neu formierten Landgemeinde stieg bis 1933 auf 177.
Am 3. Juni – offiziell bestätigt am 16. Juli – 1938 wurde Schoyschen aus politisch-ideologischen Gründen der Vermeidung fremdländisch klingender Ortsnamen in „Schoschen“ umbenannt. Im Jahre 1939 zählte die Gemeinde 153 Einwohner.
In Kriegsfolge kam Schoschen 1945 mit dem gesamten nördlichen Ostpreußen zur Sowjetunion. Danach verliert sich seine Spur: der Ortsname wird nicht mehr verwendet, eine russische Namensform ist nicht bekannt, und außerdem ist die Zugehörigkeit zu einem Dorfsowjet nicht belegt. Der Ort gilt heute als untergegangen.

## Religion
Schoyschen resp. Schoschen war bis 1945 in das Kirchspiel der evangelischen Kirche Brandenburg (Frisches Haff) in der Kirchenprovinz Ostpreußen der Kirche der Altpreußischen Union eingepfarrt.

## Verkehr
Die kaum noch erkennbare Ortsstelle Schoschens ist über eine Landwegverbindung zu erreichen, die von der Regionalstraße 27A-020 (ex A 194, frühere deutsche Reichsstraße 1) bei Pribeschny (Heidewaldkrug, bis 1938 Heyde-Waldkrug) abzweigt und bis nach Swetloje (Kobbelbude) führt.